# Kosŏng
Kosŏng (kor. 고성군, Kosŏng-gun) – powiat w Korei Północnej, w prowincji Kangwŏn. W 2008 roku liczył 61 277 mieszkańców. Graniczy z powiatami T’ongch’ŏn od północy, Kŭmgang na zachodzie, a także z należącym do Korei Południowej powiatem o tej samej nazwie. Przez powiat przebiega linia kolejowa Kŭmgangsan Ch’ŏngnyŏn, łącząca Anbyŏn i góry Kŭmgang.

## Historia
Przed wyzwoleniem Korei spod okupacji japońskiej powiat składał się z jednego miasteczka (kor. ŭp), 7 miejscowości (kor. myŏn) oraz 99 wsi (kor. ri). W obecnej formie, powiat powstał w wyniku gruntownej reformy podziału administracyjnego w grudniu 1952 roku. W jego skład weszły wówczas tereny należące wcześniej do miejscowości Jangjŏn, Oegŭmgang, Kosŏng (13 wsi), Sŏ (12 wsi), Sudong (3 wsie – wszystkie należały wcześniej do dawnego powiatu Kosŏng), a także miejscowość Rimnam (wcześniej znajdowały się w powiecie T’ongch’ŏn). Od tego momentu powiat Kosŏng składał się z jednego miasteczka (Kosŏng-ŭp) oraz 26 wsi (kor. ri).

## Podział administracyjny powiatu
W skład powiatu wchodzą następujące jednostki administracyjne:
| Nazwa jednostki administracyjnej | Rodzaj jednostki administracyjnej | Chosŏn’gŭl | Hancha   |
| -------------------------------- | --------------------------------- | ---------- | -------- |
| Kosŏng-ŭp                        | miasteczko                        | 고성읍     | 高城邑   |
| Onjŏng-ri                        | wieś                              | 온정리     | 溫井里   |
| Kŭmch’ŏn-ri                      | wieś                              | 금천리     | 金川里   |
| Judun-ri                         | wieś                              | 주둔리     | 駐屯里   |
| Sunhak-ri                        | wieś                              | 순학리     | 順鶴里   |
| Wŏlbisan-ri                      | wieś                              | 월비산리   | 月飛山里 |
| Pongha-ri                        | wieś                              | 봉하리     | 烽下里   |
| Kuŭp-ri                          | wieś                              | 구읍리     | 舊邑里   |
| Sam'ilp'o-ri                     | wieś                              | 삼일포리   | 三日浦里 |
| Jangp'o-ri                       | wieś                              | 장포리     | 長浦里   |
| Haebang-ri                       | wieś                              | 해방리     | 解放里   |
| Ungok-ri                         | wieś                              | 운곡리     | 雲谷里   |
| Jonggok-ri                       | wieś                              | 종곡리     | 種谷里   |
| Sŏngbuk-ri                       | wieś                              | 성북리     | 城北里   |
| Nam'ae-ri                        | wieś                              | 남애리     | 南涯里   |
| Unjŏn-ri                         | wieś                              | 운전리     | 雲田里   |
| Dup'o-ri                         | wieś                              | 두포리     | 荳浦里   |
| Boksong-ri                       | wieś                              | 복송리     | 福松里   |
| Ryŏmsŏng-ri                      | wieś                              | 렴성리     | 濂城里   |
| Rŭngdong-ri                      | wieś                              | 릉동리     | 陵洞里   |
| Sinbong-ri                       | wieś                              | 신봉리     | 新峰里   |
| Haegŭmgang-ri                    | wieś                              | 해금강리   | 海金剛里 |
| Kobong-ri                        | wieś                              | 고봉리     | 高峰里   |
| Ch'ogu-ri                        | wieś                              | 초구리     | 草邱里   |